# پاول گوبارف
پاول یورچیف گوبارف (به روسی: Па́вел Ю́рьевич Гу́барев) زاده ۱۹۸۳ در سیورودونتسک فرماندار استان دونتسک است. پیش از اینکه در سال ۲۰۱۴ فرماندار این منطقه شود به او اجازه نامزد شدن در انتخابات ۲۰۱۴ دونباس را ندادند.
به فاصله کمی بعد از انکه وی خود را فرماندار خلق اعلام کرد سازمان امنیتی SBU اکراین او را به جرم اعلام جدایی‌طلبی و به دست گیری غیرقانونی قدرت دستگیر کرد اما پس از مدتی در معاوضه اسرای نظامیان دنباس توانست آزاد شود.